# Soukromé právo
Soukromé právo (ius privatum) je souhrn právních norem, které vytvářejí určitý protipól vůči právu veřejnému. Toto dělení pochází již z římského práva a je dodnes uznáváno. Netýká se ovšem jen práva objektivního, ale i subjektivních práv, lze proto také hovořit o „subjektivním soukromém právu“. Hranice mezi soukromým a veřejným právem však není zcela zřetelná a často mohou vznikat spory o to, je-li určitý právní vztah soukromoprávní, nebo veřejnoprávní.
Legální definici soukromého práva obsahuje v českém právu § 1 odst. 1 nového občanského zákoníku, podle kterého jde o souhrn všech ustanovení právního řádu, která upravují vzájemná práva a povinnosti osob. Uplatňování soukromého práva je pak nezávislé na uplatňování práva veřejného.
Soukromoprávní vztahy charakterizuje symetrie a rovnost jejich účastníků. Příkladem je právo na náhradu újmy nebo právo na mzdu za vykonanou práci. V řízení o takovém nároku jsou obě strany v rovnoprávném postavení, žádná z nich není oprávněna něco druhé straně autoritativně nařizovat, a v případě sporu rozhoduje soud v občanskoprávním řízení. Soukromoprávní předpisy (typicky občanský zákoník) obsahují z větší části dispozitivní právní normy, které dávají stranám smluvní volnost. Dohodnou-li se smluvní strany jinak, než stanoví zákon, má tato dohoda před zákonem typicky přednost.

## Soukromoprávní odvětví
Soukromé právo se dále dělí na jednotlivá právní odvětví, přičemž vzhledem k neostrosti dělení mezi ním a právem veřejným může být u mnohých z nich jejich zařazení sporné, resp. hraniční. Jde zejména o:
- občanské právo
- obchodní právo
- rodinné právo
- pracovní právo
- mezinárodní právo soukromé

Někdy zde bývá zařazováno i občanské právo procesní.